# Barbour County (Západní Virginie)
Barbour County je okres ve státě Západní Virginie ve Spojených státech amerických. K roku 2010 zde žilo 16 589 obyvatel. Správním městem okresu je Philippi. Celková rozloha okresu činí 888 km².